# Мельников, Никита Васильевич
Никита Васильевич Мельников (род. 27 июня 1987, Шахты, Ростовская область) — российский борец греко-римского стиля, чемпион и призёр чемпионатов России, чемпион мира и Европы, победитель Универсиады 2013 года в Казани, Заслуженный мастер спорта России. Выпускник Института физической культуры, спорта и туризма Сибирского федерального университета.

## Биография
Родился в 1987 году в г. Шахты. Проживает в г. Красноярск. Член сборной команды страны с 2012 года. В 2013 году стал чемпионом мира. В 2016 году победил на чемпионате Европы. 19 июля 2013 года награждён Почётной грамотой Президента Российской Федерации. В 2020 году стал чемпионом России.

## Спортивные достижения
- Чемпионат России по греко-римской борьбе 2010 — ;
- Чемпионат России по греко-римской борьбе 2011 — ;
- Гран-при Ивана Поддубного 2011 — ;
- Чемпионат России по греко-римской борьбе 2012 — ;
- Гран-при Ивана Поддубного 2012 — ;
- Чемпионат России по греко-римской борьбе 2013 — ;
- Гран-при Ивана Поддубного 2013 — ;
- Чемпионат России по греко-римской борьбе 2014 — ;
- Гран-при Ивана Поддубного 2014 — ;
- Гран-при Ивана Поддубного 2016 — ;
- Гран-при Ивана Поддубного 2017 — ;
- Кубок Б. Турлыханова — ;
- Чемпионат России по греко-римской борьбе 2017 — ;
- Абсолютный чемпионат России по борьбе 2017 — ;
- Чемпионат России по греко-римской борьбе 2018 — ;
- Чемпионат России по греко-римской борьбе 2019 — ;
- Абсолютный чемпионат России по борьбе 2019 —  (до 98 кг);
- Чемпионат России по греко-римской борьбе 2020 — ;
- Чемпионат России по греко-римской борьбе 2021 — ;
- Чемпионат России по греко-римской борьбе 2022 — ;
- Чемпионат России по греко-римской борьбе 2023 — ;